# Gnamptopelta obsidianator
Gnamptopelta obsidianator är en stekelart som först beskrevs av Brulle 1846.  Gnamptopelta obsidianator ingår i släktet Gnamptopelta och familjen brokparasitsteklar. Inga underarter finns listade i Catalogue of Life.